# Desbordesia glaucescens
Desbordesia es un género monotípico de árboles perteneciente a la familia Irvingiaceae. Su única especie: Desbordesia glaucescens (Engl.) Tiegh., es originaria del África tropical. El género fue descrito por Jean Baptiste Louis Pierre & Philippe Édouard Léon Van Tieghem y publicado en  Annales des Sciences Naturelles (Paris)  9(1): 289 en el año 1905.

## Descripción
Es un árbol que alcanza los 30-50 m de altura, con un tronco largo y recto; con contrafuertes a 8 m de altura, es delgado desde los 10 m de la base; tiene una estrecha corona y las hojas son glaucas y mate. El fruto es una sámara alada.

## Distribución y hábitat
Se encuentra en los bosques lluviosos, donde es uno de los mayores árboles del bosque donde es común, junto con Calpocalyx heitzii. Se distribuye por Gabón a una altitud de  1-800 metros.

## Taxonomía
Desbordesia insignis fue descrita por Jean Baptiste Louis Pierre  y publicado en Tab. Herb. L.Pierre t. 6594. 1901.
Sinonimia
- Irvingia glaucescens Engl. (1902)
- Desbordesia insignis Pierre
- Desbordesia insignis Pierre ex Tiegh. (1905)
- Desbordesia oblonga (A.Chev.) A.Chev. ex Heitz
- Irvingia oblonga A.Chev. (1917)
- Desbordesia pallida Tiegh. (1905)
- Desbordesia pierreana Tiegh. (1905)
- Desbordesia soyauxii Tiegh. (1905)
- Desbordesia spirei Tiegh. (1905)
- Irvingella spirei Tiegh. (1905)[2]